# Поляк, Николай Юльевич
Николай Юльевич Поляк (1899—1963) — инженер связи, полковник, лауреат Сталинской премии (1949).
Родился 1 июня 1899 года в Самаре, сын купца первой гильдии Юлия Григорьевича Поляка (1867—1917). В 1909 году с семьёй переехал в Санкт-Петербург, там в 1911—1916 гг. учился в гимназии Карла Мая и окончил её с золотой медалью.
В 1916—1917 гг. студент Петроградского университета. С декабря 1917 по июнь 1919 года учился в Московском техническом училище и работал конторщиком в организациях Центросоюза и Центросекции. Затем служил в Красной армии, техник в 25-м Военном строительстве 7-й Армии. Осенью 1920 года поступил в Петроградский электротехнический институт. Одновременно с учёбой с 1922 года работал на радиоаппаратном заводе им. Козицкого. Окончил ЛЭТИ в январе 1925 года по специальности инженер-электрик.
С 1932 года старший инженер лаборатории передатчиков Научно-исследовательского морского института связи (НИМИС, с 1938 г. — НИМИСТ). Одновременно числился в должности консультанта на заводе им. Козицкого.
Приказом НК ВМФ от 21.09.43 г. назначен старшим научным сотрудником НИМИСТ с присвоением воинского звания инженер-капитан (к тому времени НИМИСТ был эвакуирован в Москву). С 1944 г. инженер-майор.
В начале 1946 г. переведён в Военно-морскую академию кораблестроения и вооружения им. A. Н. Крылова (ВМА КВ) на должность старшего преподавателя кафедры радиотехнических средств связи и наблюдения. В том же году присвоено воинское звание инженер-подполковник. В 1948 году защитил кандидатскую диссертацию.
С 31 мая 1949 года заместитель начальника кафедры радиотехнических средств связи и наблюдения ВМА КВ им. А. Н. Крылова.
В 1953 году ушёл в отставку в звании полковника.
В 1949 году за разработку нового типа радиостанций получил Сталинскую премию (в составе коллектива). Награждён орденами Красной Звезды (22.01.1944), Трудового Красного Знамени (22.01.1944), медалями «За боевые заслуги» (26.02.1953), «За победу над Германией в Великой Отечественной войне 1941—1945 гг.», «За оборону Ленинграда» (1942), «ХХХ лет Советской Армии и Флота».
Умер 2 июня 1963 г. в Ленинграде.
Сочинения:
- Радиопередающие устройства [Текст] : Клистронные и магнетронные генераторы : (Конспект лекций) / Доц. инж.-подполк. Н. Ю. Поляк ; Воен.-мор. акад. кораблестроения и вооружения им. А. Н. Крылова. — Ленинград : стеклогр. Воен.-мор. акад. кораблестроения и вооружения им. А. Н. Крылова, 1948. — 86 с. : ил.; 29 см.